# Шапел Рамбо
Шапел Рамбо (фр. Chapelle-Rambaud) је насеље и општина у источној Француској у региону Рона-Алпи, у департману Горња Савоја која припада префектури Бонвил.
По подацима из 2011. године у општини је живело 228 становника, а густина насељености је износила 53,4 становника/km². Општина се простире на површини од 4,27 km². Налази се на средњој надморској висини од 942 метара (максималној 957 m, а минималној 800 m).

## Демографија
| 1962. | 1968. | 1975. | 1982. | 1990. | 1999. | 2011. |
| ----- | ----- | ----- | ----- | ----- | ----- | ----- |
| 146   | 155   | 160   | 173   | 177   | 177   | 228   |

График промене броја становника у току последњих година